# Edward Bugała
Edward Bugała (ur. 11 lipca 1931 w Chmielarzach) – polski lekkoatleta płotkarz i trener lekkoatletyczny, wielokrotny mistrz i rekordzista Polski.

## Kariera
Startował w biegu na 110 m przez płotki na mistrzostwach Europy w 1958 w Sztokholmie i na ME w 1962 w Belgradzie, ale w obu przypadkach odpadał w biegach eliminacyjnych. 
Zdobył dziesięć tytułów mistrza Polski:
- bieg na 110 metrów przez płotki – 1952, 1958, 1962, 1963 i 1964
- bieg na 200 metrów przez płotki – 1954 i 1962
- bieg na 400 m przez płotki – 1954, 1955 i 1956

Był również sześciokrotnym srebrnym i czterokrotnym brązowym medalistą mistrzostw Polski w biegach płotkarskich, ale również w dziesięcioboju i pięcioboju.
Trzykrotnie poprawiał rekord Polski na 110 m ppł do wyniku 14,7 s (14 lipca 1956 w Warszawie), a dwukrotnie na 400 m ppł do wyniku 52,7 s (31 sierpnia 1955 w Brnie).
W latach 1952–1964 wystąpił w 37 meczach reprezentacji Polski (47 startów), odnosząc 6 zwycięstw indywidualnych.
Rekordy życiowe:
- bieg na 110 metrów przez płotki – 14,2 s (13 sierpnia 1961, Łódź)

Był zawodnikiem OWKS Wrocław (1952-1953), Kolejarza Wrocław (1954), Kolejarza Katowice (1955-1956), Startu Katowice (1957-1963), Warszawianki (1964) i Naprzodu Brwinów.
Po zakończeniu kariery zawodniczej pracował jako trener biegów krótkich i płotkarskich. Trenował m.in. takie zawodniczki, jak Grażyna Prokopek, Anna Pacholak, Anna Jesień i Monika Bejnar. Pracuje jako trener w AZS-AWF Warszawa.